# Macroglossum malitum
Macroglossum malitum là một loài bướm đêm thuộc họ Sphingidae. Nó được tìm thấy ở Philippines (Palawan).